# أنتي جيجيتش
أنتي جيجيتش (بالكرواتية: Ante Toni Žižić)‏ مواليد 4 يناير 1997 في كرواتيا، هو لاعب كرة سلة كرواتي. بدأ مسيرته الاحترافية في سنة 2012. تم اختياره من قبل فريق بوسطن سيلتكس خلال الدرافت. يحمل الرقم 41.

## المسيرة الاحترافية
لعب مع نادي سبليت لكرة السلة في موسم 2012–2013، ثم لعب مع نادي سيبونا لكرة السلة من سنة 2014 إلى 2016، ثم لعب مع نادي داروشافاكا لكرة السلة في سنة 2016.

## روابط خارجية
- أنتي جيجيتش على موقع الاتحاد الدولي لكرة السلة (الإنجليزية)
- أنتي جيجيتش على موقع الدوري الأوروبي لكرة السلة (الإنجليزية)
- أنتي جيجيتش على موقع إن بي أي (الإنجليزية)
- أنتي جيجيتش على موقع سبورتس رفرنس (الإنجليزية)
- أنتي جيجيتش على موقع كرة السلة الأوروبية.كوم (الإنجليزية)
- أنتي جيجيتش على موقع ريلجم (الإنجليزية)
- أنتي جيجيتش على موقع بروبوليرز (الإنجليزية)
- أنتي جيجيتش على موقع سبورتس رفرنس (الإنجليزية)
- أنتي جيجيتش على موقع سبورتس رفرنس (الإنجليزية)